# ستيف سافيدان
ستيف سافيدان (29 يونيو 1978 بأنجيه في فرنسا - ) (بالفرنسية: Steve Savidan)‏ هو لاعب كرة قدم فرنسي في مركز الهجوم. شارك مع منتخب فرنسا لكرة القدم. أما مع النوادي، فقد لعب مع نادي أجاكسيو ونادي أنجيه ونادي أنغوليم ونادي بوفيه ونادي شاتورو ونادي فالينسيان ونادي كاين.

## وصلات خارجية
- ستيف سافيدان على موقع رابطة كرة القدم الفرنسية للمحترفين (الإنجليزية)
- ستيف سافيدان على موقع قاعدة بيانات كرة القدم.إي يو (الإنجليزية)
- ستيف سافيدان على موقع ليكيب (الفرنسية)
- ستيف سافيدان على موقع ناشيونال فوتبول تيمز (الإنجليزية)